# Get a Grip
| Recensione           | Giudizio |
| -------------------- | -------- |
| AllMusic             |          |
| Blender              |          |
| Entertainment Weekly | C        |
| Robert Christgau     | A-       |
| Rolling Stone        |          |

Get a Grip è l'undicesimo album in studio della rock band statunitense Aerosmith, pubblicato il 20 aprile 1993 dalla Geffen Records. È stato l'ultimo album in studio pubblicato sotto la Geffen prima del ritorno della band alla Columbia Records.
Get a Grip è il maggior successo commerciale degli Aerosmith a livello mondiale, con oltre 20 milioni di copie vendute nel mondo, ed è stato il loro primo disco a raggiungere la posizione numero 1 della Billboard 200 negli Stati Uniti. Due canzoni dell'album, Livin' on the Edge e Crazy, sono state premiate con un Grammy Award alla miglior performance rock di un duo o un gruppo, rispettivamente nel 1994 e nel 1995.

## Produzione
L'album doveva originalmente contenere 12 tracce ed essere rilasciato nella seconda metà del 1992, ma il responsabile della Geffen John Kalodner ascoltò ciò che era stato registrato e concluse che mancava di varietà e di potenziali singoli per le radio. Perciò la band tornò a comporre altre canzoni con collaboratori esterni come Desmond Child.
Riguardo alle canzoni dell'album che riflettono il passato rapporto della band con gli abusi di droga, come Get a Grip e Amazing, Steven Tyler ha dichiarato:
Get a Grip vanta la partecipazione di diversi ospiti, tra cui Don Henley, che segue i cori in Amazing, e Lenny Kravitz, che ha offerto voce e collaborazione in Line Up. Come in Permanent Vacation e Pump, alla stesura dell'album hanno contribuito diversi autori esterni: Desmond Child, Jim Vallance, Mark Hudson, Richard Supa, Taylor Rhodes, Jack Blades e Tommy Shaw.

## Critica
Nella sua recensione di Get a Grip su AllMusic, il critico Stephen Thomas Erlewine ha affermato come l'album sia stata una delusione rispetto a Pump, in quanto il sound della band si era troppo "ammorbidito" rispetto al passato, ma nonostante ciò suonava ancora bene. Mark Coleman, per conto di Rolling Stone, ha fatto notare il suo apprezzamento per la title track e ha paragonato l'intro dell'album alla collaborazione di Steven Tyler e Joe Perry con i Run DMC per Walk This Way, ma ha ritenuto che la maggior parte dell'album mancasse di spessore e che fosse troppo "cupo". Nella sua intervista, ha paragonato Livin' on the Edge a una canzone dei Bon Jovi e ha detto che il problema maggiore dell'album deriva dagli autori/collaboratori esterni. Robert Christgau, tuttavia, è stato molto soddisfatto di come in Get a Grip la band abbia tentato di fare qualcosa di nuovo, come nella canzone Cryin', e ha dato agli Aerosmith la sua miglior recensione dai tempi del Greatest Hits del 1980. Ben Mitchell di Blender ha etichettato l'album come troppo "soft" e "superficiale", ma ha teso particolari lodi per Eat the Rich e Crazy, etichettandole come le migliori del disco.
Un gruppo animalista ha contestato la copertina dell'album, raffigurante la mammella di una mucca trafitta da un orecchino (presumibilmente di Steven Tyler), ma gli Aerosmith hanno poi confermato che l'immagine è stata generata al computer.

## Tracce
1. Intro – 0:24 (Steven Tyler, Joe Perry, Jim Vallance)
2. Eat the Rich – 4:10 (Tyler, Perry, Vallance)
3. Get a Grip – 3:59 (Tyler, Perry, Vallance)
4. Fever – 4:15 (Tyler, Perry)
5. Livin' on the Edge – 6:21 (Tyler, Perry, Mark Hudson)
6. Flesh – 5:57 (Tyler, Perry, Desmond Child)
7. Walk on Down – 3:38 (Perry)
8. Shut Up and Dance – 4:55 (Tyler, Perry, Jack Blades, Tommy Shaw)
9. Cryin' – 5:08 (Tyler, Perry, Taylor Rhodes)
10. Gotta Love It – 5:58 (Tyler, Perry, Hudson)
11. Crazy – 5:17 (Tyler, Perry, Child)
12. Line Up (con Lenny Kravitz) – 4:02 (Tyler, Perry, Lenny Kravitz)
13. Amazing – 5:58 (Tyler, Richard Supa)
14. Boogie Man – 2:16 (Tyler, Perry, Vallance)

Durata totale: 62:18
Verso la fine di Amazing si sente in sottofondo, come se si fosse sintonizzati su una vecchia radio, la voce di Tyler che dice: "So from all of us at Aerosmith to all of you out there, wherever you are, remember: the light at the end of the tunnel may be you. Good night." ("Quindi, da tutti noi degli Aerosmith a tutti voi là fuori, ovunque vi troviate, ricordate: la luce alla fine del tunnel potreste essere voi. Buona notte.")

## Formazione
Gruppo
- Steven Tyler - voce, armonica a bocca
- Joe Perry - chitarra solista, cori, voce in Walk on Down
- Brad Whitford - chitarra, ritmica, acustica
- Tom Hamilton - basso, cori
- Joey Kramer - batteria

Altri musicisti
- Paul Baron – tromba
- Desmond Child – tastiere in Crazy
- Bruce Fairbairn – tromba
- Don Henley – cori in Amazing
- Tom Keenlyside – sassofono
- Lenny Kravitz – voce in Line Up
- Ian Putz – sassofono baritono
- Bob Rogers – trombone
- Richard Supa – tastiere in Amazing
- John Webster – tastiere

Produttori
- Produttore: Bruce Fairbairn
- Ingegneri del suono: John Aguto, Ed Korengo, Ken Lomas, Mike Plotnikoff, David Thoener
- Ingegnere pre-produzione: Tony Lentini
- Missaggio: Brendan O'Brien
- Masterizzazione: Greg Fulginiti
- Supervisore della Masterizzazione: David Donnelly
- Programmatore: John Webster
- Coordinazione produzione: Debra Shallman
- Tecnico delle chitarre: Dan Murphy
- Arrangiamenti: Steven Tyler
- Direzione artistica: Michael Golob
- Copertina: Hugh Syme

## Classifiche

### Classifiche settimanali
| Classifica (1993) | Posizione massima |
| ----------------- | ----------------- |
| Australia         | 3                 |
| Austria           | 3                 |
| Canada            | 2                 |
| Europa            | 1                 |
| Finlandia         | 1                 |
| Francia           | 24                |
| Germania          | 3                 |
| Giappone          | 7                 |
| Italia            | 17                |
| Norvegia          | 3                 |
| Nuova Zelanda     | 9                 |
| Regno Unito       | 2                 |
| Spagna            | 10                |
| Stati Uniti       | 1                 |
| Svezia            | 3                 |
| Svizzera          | 1                 |
| Classifica (1994) | Posizione massima |
| Paesi Bassi       | 2                 |
| Ungheria          | 7                 |

### Classifiche di fine anno
| Classifica (1993) | Posizione |
| ----------------- | --------- |
| Austria           | 17        |
| Canada            | 5         |
| Germania          | 25        |
| Giappone          | 61        |
| Italia            | 84        |
| Paesi Bassi       | 80        |
| Spagna            | 33        |
| Stati Uniti       | 14        |
| Svizzera          | 21        |
| Classifica (1994) | Posizione |
| Austria           | 5         |
| Canada            | 40        |
| Germania          | 6         |
| Paesi Bassi       | 11        |
| Spagna            | 17        |
| Stati Uniti       | 21        |
| Svizzera          | 5         |

### Classifiche di fine decennio
| Classifica (1990–1999) | Posizione |
| ---------------------- | --------- |
| Austria                | 7         |
| Stati Uniti            | 77        |

## Premi
Grammy Awards
| Anno | Vincitore          | Categoria                                                        |
| ---- | ------------------ | ---------------------------------------------------------------- |
| 1994 | Livin' on the Edge | Grammy Award alla miglior performance rock di un duo o un gruppo |
| 1995 | Crazy              | Grammy Award alla miglior performance rock di un duo o un gruppo |